# Cucut becgroc
El cucut becgroc (Coccyzus americanus) és una espècie d'ocell de la família dels cucúlids (Cuculidae) que habita boscos més o menys espessos i ciutats, criant en Amèrica del Nord, a gran part dels Estats Units, nord de Mèxic i les Antilles. Passa l'hivern a les zones boscoses tropicals d'Amèrica del Sud.